# Площа Незламності
Площа Незламності — площа, розташована у Центральному районі Херсона.
На площу виходять вулиці Михайла Грушевського, Героїв Рятувальників, Миколаївське шосе та Бахмутська. Утворилася на місці колишнього цвинтаря. Після Другої світової війни отримала назву на честь Івана Ганнібала.
Є однією з найбільш завантажених автотранспортом ділянок руху, оскільки саме через неї проходить основний потік транспорту з центру міста до мікрорайонів Житлоселище, Таврійський та Шуменський.
24 жовтня 2023 року Херсонська міська військова адміністрація перейменувала площу Ганнібала на площу Незламності.

Площа Незламності